# جفری کمپل (بازیکن واترپلو)
جفری کمپل (انگلیسی: Jeffrey Campbell؛ زادهٔ october ۲, ۱۹۶۲ (۶۲ سال)) ورزشکار واترپلو اهل ایالات متحده آمریکا است.
وی در مسابقات کشوری و بین‌المللی در مجموع برندهٔ ۱ مدال نقره شده‌است.